# Olios antiguensis columbiensis
Olios antiguensis là một phân loài nhện trong họ Sparassidae.
Loài này thuộc chi Olios. Olios antiguensis columbiensis được Joachim Schmidt miêu tả năm 1971.